# Mastacembelus frenatus
Mastacembelus frenatus és una espècie de peix pertanyent a la família dels mastacembèlids.

## Descripció
- Fa 40 cm de llargària màxima.
- 29-35 espines i 64-73 radis tous a l'aleta dorsal.
- 2 espines i 67-80 radis tous a l'aleta anal.
- Nombre de vèrtebres: 95.
- És de color molt variable.[5][6]

## Alimentació
Menja peixos i insectes.

## Depredadors
És depredat per Bagrus docmak.

## Hàbitat
És un peix d'aigua dolça, demersal i de clima tropical (23 °C-27 °C).

## Distribució geogràfica
Es troba a Àfrica: des dels llacs Victòria i Tanganyika fins als rius Zambezi i Okavango.

## Observacions
És inofensiu per als humans.